# ساتوشي هيراياما
ساتوشي هيراياما (بالإنجليزية: Satoshi Hirayama)‏ هو لاعب كرة قاعدة أمريكي، ولد في 17 فبراير 1930.

## وصلات خارجية
- ساتوشي هيراياما على موقع الدوري الياباني لكرة القاعدة (الإنجليزية)
- ساتوشي هيراياما على موقعبيزبول رفرنس.كوم (الدوري الثانوي) (الإنجليزية)